# Arrenurus wallensis
Arrenurus wallensis är en kvalsterart som beskrevs av Cook 1954. Arrenurus wallensis ingår i släktet Arrenurus och familjen Arrenuridae. Inga underarter finns listade i Catalogue of Life.